# Hautot-Saint-Sulpice
Hautot-Saint-Sulpice är en kommun i departementet Seine-Maritime i regionen Normandie i norra Frankrike. Kommunen ligger i kantonen Doudeville som tillhör arrondissementet Rouen. År 2022 hade Hautot-Saint-Sulpice 691 invånare.

## Befolkningsutveckling
Antalet invånare i kommunen Hautot-Saint-Sulpice
| Referens: INSEE |